# Rogier van Fézensaguet
Rogier van Fézensaguet (circa 1190 - 22 maart 1245) was van 1219 tot aan zijn dood burggraaf van Fézensaguet. Hij behoorde tot het huis Lomagne.

## Levensloop
Rogier was de jongste zoon van burggraaf Bernard van Fézensaguet en Gerarda, dochter van graaf Rogier Bernard I van Foix.
Na de dood van zijn oudere broer Gerold V werd Rogier burggraaf van Fézensaguet, terwijl zijn neef Peter Gerold, de zoon van Gerold V, de graafschappen Armagnac en Fézensac erfde. Rogier bleef Fézensaguet regeren tot aan zijn dood in 1245.

## Huwelijk en nakomelingen
Rogier was gehuwd met Pincelle, dochter van heer Amanieu IV van Albret. Ze kregen volgende kinderen:
- Gerold VI (1235-1285), burggraaf van Fézensaguet en graaf van Armagnac en Fézensac
- Rogier, stamvader van de heren en baronnen van Armagnac
- Arnold Bernard (overleden in 1272)
- Johanna, huwde in 1240 of 1242 met Raymond Sancho Manas
- Amanieu (overleden in 1318), bisschop van Auch